# Damien Howson
Damien Howson (Adelaide, 13 augustus 1992) is een Australisch wielrenner die tussen 2014 en 2021 reed voor Team BikeExchange. Anno 2023 rijdt hij voor Q36.5 Pro Cycling Team. Hij was in 2011, 2012 en 2013 Oceanisch kampioen tijdrijden bij de beloften. Op de wereldkampioenschappen wielrennen van 2011 in Kopenhagen werd hij negende op de tijdrit bij de beloften.

## Baanwielrennen

### Palmares
| Jaar | NK                   |
| ---- | -------------------- |
| 2011 | Ploegenachtervolging |

## Wegwielrennen

### Overwinningen
2010
Wal Smith Memorial - Casterton 50
Trofeo San Rocco
2011
 Oceanisch kampioen tijdrijden, Beloften
2012
 Oceanisch kampioen tijdrijden, Beloften
2013
 Australisch kampioen tijdrijden, Beloften
 Oceanisch kampioen tijdrijden, Beloften
Trofeo Alcide Degasperi
Proloog Ronde van Thüringen, Beloften
 Wereldkampioen tijdrijden, Beloften
2015
Volta als Ports d'Andorra
2017
1e etappe Herald Sun Tour
Eindklassement Herald Sun Tour
2018
1e, 2e en 3e etappe Hammer Stavanger (TTT)
Eindklassement Hammer Stavanger
2019
1e etappe Tirreno-Adriatico (TTT)
1e etappe b Internationale Wielerweek (TTT)
2020
1e etappe (TTT) en 4e etappe Ronde van Tsjechië
Eindklassement Ronde van Tsjechië
2021
4e etappe Ronde van Hongarije
Eindklassement Ronde van Hongarije
2023
1e etappe Ronde van Asturië

### Resultaten in voornaamste wedstrijden
| Jaar | Ronde van Italië | Ronde van Frankrijk | Ronde van Spanje |
| ---- | ---------------- | ------------------- | ---------------- |
| 2015 |                  |                     | 147e             |
| 2016 | 53e              |                     | 45e              |
| 2017 |                  | 88e                 |                  |
| 2018 |                  | opgave              | 70e              |
| 2019 |                  |                     | 49e              |
| 2020 | opgave           |                     |                  |
| 2021 |                  |                     | 95e              |
| 2022 | 33e              |                     |                  |
| 2023 |                  |                     |                  |
| 2024 |                  |                     |                  |
| 2025 | 46e              |                     |                  |

| Jaar | Amstel Gold Race | Luik-Bast.‑Luik | Ronde van Lombardije | Waalse Pijl |  | WK op de weg |  | Wereldranglijsten |
| ---- | ---------------- | --------------- | -------------------- | ----------- |  | ------------ |  | ----------------- |
| 2015 |                  |                 | opgave               | opgave      |  |              |  | 198e (UWT)        |
| 2016 |                  |                 | opgave               |             |  |              |  |                   |
| 2017 |                  | opgave          | 99e                  | 137e        |  |              |  | 204e (UWT)        |
| 2018 |                  |                 |                      | 54e         |  | opgave       |  | 307e (UWT)        |
| 2019 |                  | 60e             | opgave               | 28e         |  |              |  | 359e (UWR)        |
| 2020 |                  |                 |                      |             |  | opgave       |  |                   |
| 2021 |                  |                 | 100e                 |             |  |              |  |                   |
| 2022 |                  |                 |                      |             |  |              |  |                   |
| 2023 |                  |                 | buit.tijd            |             |  |              |  |                   |
| 2024 | 124e             |                 |                      | 29e         |  |              |  |                   |
| 2025 |                  |                 |                      |             |  |              |  |                   |

## Ploegen
- 2011 –  Team Jayco-AIS
- 2012 –  Team Jayco-AIS
- 2013 –  Orica GreenEDGE (stagiair vanaf 1 augustus)
- 2014 –  Orica GreenEDGE
- 2015 –  Orica GreenEDGE
- 2016 –  Orica-BikeExchange[1]
- 2017 –  Orica-Scott
- 2018 –  Mitchelton-Scott
- 2019 –  Mitchelton-Scott
- 2020 –  Mitchelton-Scott
- 2021 –  Team BikeExchange
- 2022 –  Team BikeExchange Jayco
- 2023 –  Q36.5 Pro Cycling Team
- 2024 –  Q36.5 Pro Cycling Team
- 2025 –  Q36.5 Pro Cycling Team

Aitken · Carver · Donnelly · Durbridge · Dyball · Ellis · Hepburn · Howson · Kerby · Lane · Lang · Lovelock-Fay · McCarthy · McCulloch · Niblett · Perkins · Rudolph · Sunderland
Aitken · Dennis · Donnelly · Freiberg · Howson · Lane · McCarthy · O'Shea · Watson
Albasini · Beppu · Bewley · Clarke · Cooke · Davis · Docker · Durbridge · Gerrans · Goss · Hepburn · Howard · Howson (stagiair) · Impey · Kang (stagiair) · Keukeleire · Kruopis · Lancaster · Langeveld · Matthews · Meier · C.Meyer · T.Meyer · Mouris · O'Grady · Sulzberger · Teklehaimanot · Tuft · Vaitkus · Weening
Albasini · Bewley · Chaves · Clarke · Docker · Durbridge · Ewan · Gerrans · Goss · Hayman · Hepburn · Howard · Howson · Impey · Keukeleire · Kruopis · Lancaster · Matthews · Meier · C.Meyer · Mouris · Santaromita · Schurter · Tuft · Weening · A.Yates · S.Yates · Cort (stagiair)
Albasini · Bewley · Blythe · Chaves · Clarke · Cort · Docker · Durbridge · Ewan · Gerrans · Hayman · Hepburn · Howard · Howson · Impey · Keukeleire · Lancaster · Matthews · Meier · C.Meyer · Mouris · Santaromita · Tuft · Weening · A.Yates · S.Yates
Albasini · Bewley · Chaves · Cheung · Cort · Docker · Durbridge · Edmondson · Ewan · Gerrans · Haig · Hayman · Hepburn · Howson · Impey · Juul-Jensen · Keukeleire · Matthews · Meier · Mezgec · Plaza · Power · Tuft · Txurruka · Verona · A.Yates · S.Yates · Schultz (stagiair)
Albasini · Bewley · Chaves · Cheung · Cort · Docker · Durbridge · Edmondson · Ewan · Gerrans · Haig · Hayman · Hepburn · Howson · Impey · Juul-Jensen · Keukeleire · Kluge · Kreuziger · Mezgec · Plaza · Power · Tuft · Verona · A. Yates · S. Yates
Albasini · Bauer · Bewley · Chaves · Durbridge · Edmondson · Ewan · Haig · Hamilton · Hayman · Hepburn · Howson · Impey · Juul-Jensen · Kluge · Kreuziger · Meyer · Mezgec · Nieve · Power · Trentin  · Tuft · Verona · A. Yates · S. Yates
Affini · Albasini · Bauer · Bewley · Bookwalter · Chaves · Durbridge · Edmondson · Grmay · Haig · Hamilton · Hayman · Hepburn · Howson · Impey · Juul-Jensen · Meyer · Mezgec · Nieve · Schultz · Scotson · Smith · Stannard · Trentin  · A. Yates · S. Yates
Affini · Albasini · Bauer · Bewley · Bookwalter · Chaves · Durbridge · Edmondson · Grmay · Groves · Haig · Hamilton · Hepburn · Howson · Impey · Juul-Jensen · Konysjev · Meyer · Mezgec · Nieve · Peák · Schultz · Scotson · Smith · Stannard · A. Yates · S. Yates · Zejts
Bauer · Bewley · Bookwalter · Chaves · Colleoni · Durbridge · Edmondson · Grmay · Groves · Hamilton · Hepburn · Howson · Jansen · Juul-Jensen · Kangert · Konysjev · Matthews · Meyer · Mezgec · Nieve · Peák · Schultz · Scotson · Smith · Stannard · Yates · Zejts · Choon (stagiair) · O'Brien (stagiair)
Balmer · Bauer · Bewley · Colleoni · Craddock · Durbridge · Edmondson · Grmay · Groenewegen · Groves · Hamilton · Hepburn · Howson · Jansen · Juul-Jensen · Kangert · Konysjev  · Maas · Matthews · Meyer · Mezgec · O'Brien · Peña · Reinders (vanaf 23/8) · Schultz · Scotson · Smith · Sobrero · Stewart · Yates · Bogusławski (stagiair) · De Pretto (stagiair) · Foldager (stagiair)
Abreha · Badilatti · Bauer · Brambilla · Calzoni · Camprubi · Christen · Colombo · Conca · Davis · Devriendt · Donovan · Fedeli · Hagen · Howson · Ludvigsson · Małecki · Monk · Moschetti · Parisini · Puppio · Rosskopf · Sajnok · Zukowsky · Novák (stagiair)
Abreha · Azparren · Badilatti · Brambilla · Calzoni · Camprubi · Christen · Colombo (vanaf 1/8) · Conca · de la Cruz · Devriendt · Donovan · Fancellu · Frison · Hagen · Howson · Ludvigsson · Małecki · Monk · Moschetti · Nizzolo · Parisini · Rosskopf · Sajnok · Steimle · Townsend · Whelan · Zukowsky · Krijnsen (stagiair) · Sommer (stagiair)